# Jan Stanisław Krupski
Jan Stanisław Krupski herbu Korczak – polski szlachcic.

## Życiorys
Był sekretarzem królewskim, komornikiem ziemskim (1679), towarzyszem pancernym (1685), komornikiem granicznym bracławskim (1691) i kamienieckim (1696), łowczym bracławskim (1699).
W 1697 wraz z ziemią chełmską podpisał elekcję Augusta II.
Był właścicielem Ometyńca, który nabył od Piasoczyńskiego.

## Rodzina
Syn Jana Krzysztofa Krupskiego. Żonaty z Anną z Wierzchowisk, miał z nią synów: Antoniego i Piotra.